# Volodymyr Ohryzko
Volodymyr Stanislavovytch Ohryzko (en ukrainien Володимир Станiславович Огризко), né le 1er avril 1956 à Kiev, alors en RSS d'Ukraine en URSS, est un diplomate et homme politique ukrainien. Ministre des Affaires étrangères  du 30 janvier 2007 au 21 mars 2007 (intérim) et du 18 décembre 2007 au 3 mars 2009.

## Carrière politique
Il est de 1999 à 2004, ambassadeur de son pays en Autriche et le représentant permanent aux organismes internationaux à Vienne.
Il est marié et père de trois enfants (2 filles et un garçon). Il parle couramment l'allemand et l'anglais.
Il est à nouveau nommé ministre des Affaires étrangères le 18 décembre 2007 dans le second gouvernement de Ioulia Tymochenko.
Le 3 mars 2009, le Parlement vote sa destitution par 250 voix sur un minimum de 226, l'opposition pro-russe lui reproche notamment la détérioration des relations avec Moscou. Volodymyr Khandohiy assure l'intérim.